# Космос-2514
«Космос-2514» — российский военный навигационный спутник глобальной навигационной системы ГЛОНАСС 2-го поколения (спутник серии Глонасс-М). Расчётный жизненный цикл на орбите — семь лет.

## Запуск
«Космос-2514» был запущен 7 февраля 2016 года в 03:21 UTC с площадки 43 космодрома Плесецк и успешно выведен на орбиту. На орбиту спутник доставил космический аппарат «Союз 2.1-б». «Космос-2514» заменил «Космос-2419», запущенный в 2005 году.